# Sciapus renschi
Sciapus renschi är en tvåvingeart som beskrevs av Octave Parent 1932. Sciapus renschi ingår i släktet Sciapus och familjen styltflugor. Inga underarter finns listade i Catalogue of Life.